# Вильберни
Вильберни́ (фр. Villeberny) — коммуна во Франции, находится в регионе Бургундия. Департамент коммуны — Кот-д’Ор. Входит в состав кантона Витто. Округ коммуны — Монбар.
Код INSEE коммуны — 21690.

## Население
Население коммуны на 2010 год составляло 87 человек.
| 1962 | 1968 | 1975 | 1982 | 1990 | 1999 | 2010 |
| ---- | ---- | ---- | ---- | ---- | ---- | ---- |
| 160  | 124  | 97   | 93   | 83   | 74   | 87   |

## Экономика
В 2010 году среди 52 человек трудоспособного возраста (15—64 лет) 41 были экономически активными, 11 — неактивными (показатель активности — 78,8 %, в 1999 году было 73,3 %). Из 41 активных жителей работали 38 человек (17 мужчин и 21 женщина), безработных было 3 (2 мужчин и 1 женщина). Среди 11 неактивных 0 человек были учениками или студентами, 10 — пенсионерами, 1 был неактивным по другим причинам.